# (19003) Erinfrey
(19003) Erinfrey est un astéroïde de la ceinture principale d'astéroïdes.

## Description
(19003) Erinfrey est un astéroïde de la ceinture principale d'astéroïdes. Il fut découvert le 1er septembre 2000 à Socorro (Nouveau-Mexique) par LINEAR. Il présente une orbite caractérisée par un demi-grand axe de 2,80 UA, une excentricité de 0,08 et une inclinaison de 3,6° par rapport à l'écliptique.

## Compléments